# 疫鬼
疫鬼，是中國傳說裡的妖怪，是會散播瘟疫的鬼怪。

## 记载
- 汉王充《论衡·订鬼》：“《礼》曰： 颛顼氏 有三子，生而亡去为疫鬼。”
- 宋无名氏 《异闻总录》卷一：“牧童在牛圈闻有扣门者，急起视之，见壮夫数百辈，皆披五花甲，著红兜鍪，突而入。既而隐不见，及明，圈中牛五十头尽死。盖疫鬼云。”
- 清王端履 《重论文斋笔录》卷二：“凡鬼皆依附墙壁而行，不能破空，疫鬼亦然。”

## 相關
- 中國妖怪列表